# Euselasia violetta
Euselasia violetta is een vlindersoort uit de familie van de prachtvlinders (Riodinidae), onderfamilie Euselasiinae.
Euselasia violetta werd in 1868 beschreven door H. Bates.